# JRA賞最優秀短距離馬
JRA賞最優秀短距離馬（ジェイアールエーしょう さいゆうしゅう たんきょりば）は、かつて存在したJRA賞の競走馬部門の1つ。
該当年度中に短距離で活躍した競走馬に対して記者投票を行いその合計票数が1位だった馬が選出される。1992年までは、JRA賞最優秀スプリンターという名称だった。賞名および表彰団体はJRA賞年度代表馬と同様に啓衆社賞、優駿賞、JRA賞に引き継がれている。
2023年、「JRA賞最優秀マイラー」と「JRA賞最優秀スプリンター」に分割される形で廃止された。

## 補足
2008年からは選考規定を「短距離の競走における最優秀馬」から「1600メートル以下の競走における最優秀馬」に変更した。
なお、2023年以降の表彰については「JRA賞最優秀マイラー」(1400～1600メートル)と「JRA賞最優秀スプリンター」(1400メートル未満)に区分されることになった。これについてJRAは「現行の国内外の競馬の競走体系に合わせる」ことや、「受賞機会を増やすことで、厩舎・生産者などの関係者に新たな目標となり、競走馬の資質向上が期待できる」「投票の分散化といった弊害がなくなり、賞の価値が高まり、ファンの一層の理解が得られる」ことを挙げている。
日本では中距離以上の競走を重視する傾向があるため、最優秀短距離馬を受賞した馬から年度代表馬は滅多に出ていない。最優秀短距離馬と年度代表馬を同時受賞したのはタイキシャトル、ロードカナロア、モーリスの3頭のみである。

### 親子での受賞
父子で最優秀短距離馬に輝いたのは
- ヒシマサル(牡) - ヒシマサヒデ(牡)
- ニホンピロウイナー(牡) - ヤマニンゼファー(牡)、フラワーパーク(牝)
- アドマイヤコジーン(牡) - スノードラゴン(牡)
- ダイワメジャー(牡) - セリフォス(牡)

の4組であり、父と娘の組み合わせは2組目のみである。

## 歴代受賞馬
馬齢は2000年までは旧表記。年度代表馬は太字で、その他の賞を同時受賞している場合は斜字で表記。

### 最良スプリンター
| 年     | 受賞馬         | 性齢 | 年度成績 （年度重賞勝ち鞍）              | 生産者           | 調教師     | 馬主         | 騎手              |
| ------ | -------------- | ---- | ---------------------------------------- | ---------------- | ---------- | ------------ | ----------------- |
| 1954年 | ゲーリー       | 牝6  | 21戦5勝(地方) 8戦4勝(中央)               | （濠洲産）       | 松山吉三郎 | 丸山栄之助   | 野平祐二          |
| 1955年 | トウセイ       | 牝4  | 23戦7勝 東京牝馬特別                     | 伊藤倉五郎       | 尾形藤吉   | 岩崎新太郎   | 保田隆芳          |
| 1956年 | オートキツ     | 牡5  | 4戦4勝 東京杯                            | 益田牧場         | 大久保房松 | 川口鷲太郎   | 二本柳俊夫        |
| 1957年 | ラプソデー     | 牡4  | 15戦4勝 菊花賞                           | 社台牧場         | 小西喜蔵   | 椎野浅五郎   | 矢倉義勇          |
| 1958年 | ヒシマサル     | 牡4  | 12戦8勝 毎日王冠                         | 藤田牧場         | 矢野幸夫   | 阿部雅信     | 小野定夫          |
| 1959年 | ハククラマ     | 牡4  | 14戦6勝 菊花賞                           | 新堀牧場         | 尾形藤吉   | 西博         | 保田隆芳          |
| 1960年 | ヘリオス       | 牡4  | 20戦8勝 京都記念(秋)                     | 小島哲雄         | 大久保亀治 | 加藤弘       | 大久保正陽        |
| 1961年 | ヘリオス       | 牡5  | 14戦3勝 京都記念(秋)                     | 小島哲雄         | 大久保亀治 | 加藤弘       | 大久保正陽        |
| 1962年 | カネツセーキ   | 牡4  | 8戦2勝 スプリングステークス              | 原島牧場         | 久保田金造 | カネツ（株） | 伊藤竹男          |
| 1963年 | メイズイ       | 牡4  | 12戦9勝 皐月賞、東京優駿                 | 千明牧場         | 尾形藤吉   | 千明康       | 森安重勝          |
| 1964年 | トースト       | 牝6  | 17戦8勝 毎日王冠                         | 若草牧場錦岡分場 | 尾形藤吉   | 永田雅一     | 保田隆芳          |
| 1965年 | キーストン     | 牡4  | 10戦7勝 東京優駿                         | 高岸繁           | 松田由太郎 | 伊藤由五郎   | 山本正司          |
| 1966年 | ヒシマサヒデ   | 牡5  | 14戦7勝 安田記念                         | 矢野吉夫         | 稗田敏男   | 阿部雅信     | 小野定夫          |
| 1967年 | オンワードヒル | 牡5  | 15戦4勝 スプリンターズステークス         | オンワード牧場   | 中村広     | 樫山純三     | 牧野三雄          |
| 1968年 | シェスキイ     | 牡6  | 12戦7勝 安田記念                         | ヤシマ牧場       | 大久保房松 | 小林庄平     | 郷原洋行          |
| 1969年 | ハクエイホウ   | 牡4  | 12戦6勝 クモハタ記念                     | 酒井牧場         | 尾形藤吉   | 西博         | 保田隆芳          |
| 1970年 | タマミ         | 牝4  | 11戦5勝 桜花賞、スプリンターズステークス | 松橋一男         | 坂本栄三郎 | 坂本栄蔵     | 高橋成忠 中島啓之 |
| 1971年 | エリモシルバー | 牡5  | 11戦5勝 CBC賞                            | 東牧場           | 大久保亀治 | 山本慎一     | 新田幸春          |

### 優駿賞時代

#### スプリンター賞
| 年     | 受賞馬         | 性齢 | 年度成績 （年度重賞勝ち鞍）                                   | 生産者   | 調教師   | 馬主                 | 騎手   |
| ------ | -------------- | ---- | ------------------------------------------------------------- | -------- | -------- | -------------------- | ------ |
| 1981年 | サクラシンゲキ | 牡5  | 8戦3勝 スプリンターズステークス、京王杯オータムハンデキャップ | 藤原牧場 | 境勝太郎 | （株）さくらコマース | 小島太 |

#### 最優秀スプリンター
| 年     | 受賞馬             | 性齢       | 年度成績 （年度GI勝ち鞍）                 | 生産者     | 調教師     | 馬主       | 騎手       |
| ------ | ------------------ | ---------- | ----------------------------------------- | ---------- | ---------- | ---------- | ---------- |
| 1982年 | 該当馬なし         | 該当馬なし | 該当馬なし                                | 該当馬なし | 該当馬なし | 該当馬なし | 該当馬なし |
| 1983年 | ニホンピロウイナー | 牡4        | 10戦5勝                                   | 佐々木節哉 | 服部正利   | 小林百太郎 | 武邦彦     |
| 1984年 | ニホンピロウイナー | 牡5        | 5戦4勝 マイルチャンピオンシップ           | 佐々木節哉 | 服部正利   | 小林百太郎 | 河内洋     |
| 1985年 | ニホンピロウイナー | 牡6        | 7戦4勝 安田記念、マイルチャンピオンシップ | 佐々木節哉 | 服部正利   | 小林百太郎 | 河内洋     |
| 1986年 | ニッポーテイオー   | 牡4        | 10戦3勝                                   | 千代田牧場 | 久保田金造 | 山石祐一   | 郷原洋行   |

### JRA賞時代

#### 最優秀スプリンター
| 年     | 受賞馬           | 性齢 | 年度成績 （年度GI勝ち鞍）                      | 生産者       | 調教師     | 馬主                   | 騎手              |
| ------ | ---------------- | ---- | ---------------------------------------------- | ------------ | ---------- | ---------------------- | ----------------- |
| 1987年 | ニッポーテイオー | 牡5  | 6戦3勝 天皇賞（秋）、 マイルチャンピオンシップ | 千代田牧場   | 久保田金造 | 山石祐一               | 郷原洋行          |
| 1988年 | サッカーボーイ   | 牡4  | 7戦3勝 マイルチャンピオンシップ                | 社台ファーム | 小野幸治   | （有）社台レースホース | 河内洋            |
| 1989年 | バンブーメモリー | 牡5  | 12戦3勝 安田記念                               | バンブー牧場 | 武邦彦     | 竹田辰一               | 岡部幸雄 松永昌博 |
| 1990年 | バンブーメモリー | 牡6  | 9戦2勝 スプリンターズステークス                | バンブー牧場 | 武邦彦     | 竹田辰一               | 武豊              |
| 1991年 | ダイイチルビー   | 牝5  | 9戦4勝 安田記念、 スプリンターズステークス     | 荻伏牧場     | 伊藤雄二   | 辻本春雄               | 河内洋            |
| 1992年 | ニシノフラワー   | 牝4  | 6戦2勝 桜花賞、 スプリンターズステークス       | 西山牧場     | 松田正弘   | 西山正行               | 河内洋            |

#### 最優秀短距離馬
| 年     | 受賞馬             | 性齢 | 年度成績 （年度GI勝ち鞍）                                              | 生産者                             | 調教師     | 馬主                               | 騎手                | 得票数  |
| ------ | ------------------ | ---- | ---------------------------------------------------------------------- | ---------------------------------- | ---------- | ---------------------------------- | ------------------- | ------- |
| 1993年 | ヤマニンゼファー   | 牡6  | 7戦3勝 安田記念、 天皇賞（秋）                                         | 錦岡牧場                           | 栗田博憲   | 土井肇                             | 柴田善臣            |         |
| 1994年 | サクラバクシンオー | 牡6  | 6戦3勝 スプリンターズステークス                                        | 社台ファーム早来                   | 境勝太郎   | （株）さくらコマース               | 小島太              |         |
| 1995年 | ヒシアケボノ       | 牡4  | 12戦6勝 スプリンターズステークス                                       | スウェッテンハムスタッド他         | 佐山優     | 阿部雅一郎                         | 角田晃一            |         |
| 1996年 | フラワーパーク     | 牝5  | 8戦4勝 高松宮杯、 スプリンターズステークス                             | 高橋啓                             | 松元省一   | 吉田勝己                           | 田原成貴            |         |
| 1997年 | タイキシャトル     | 牡4  | 8戦7勝 マイルチャンピオンシップ、 スプリンターズステークス             | タイキファーム                     | 藤沢和雄   | （有）大樹ファーム                 | 岡部幸雄 横山典弘   |         |
| 1998年 | タイキシャトル     | 牡5  | 5戦4勝 安田記念、 ジャック・ル・マロワ賞、 マイルチャンピオンシップ    | タイキファーム                     | 藤沢和雄   | （有）大樹ファーム                 | 岡部幸雄            |         |
| 1999年 | エアジハード       | 牡5  | 5戦2勝 安田記念、 マイルチャンピオンシップ                             | 社台ファーム                       | 伊藤正徳   | （株）ラッキーフィールド、吉田照哉 | 蛯名正義            |         |
| 2000年 | ダイタクヤマト     | 牡7  | 8戦3勝 スプリンターズステークス                                        | 雅牧場                             | 石坂正     | 中村和子                           | 江田照男            | 156/296 |
| 2001年 | トロットスター     | 牡5  | 5戦3勝 高松宮記念、 スプリンターズステークス                           | 荻伏三好ファーム                   | 中野栄治   | 高野稔                             | 蛯名正義            | 271/283 |
| 2002年 | アドマイヤコジーン | 牡6  | 7戦3勝 安田記念                                                        | 大樹ファーム                       | 橋田満     | 近藤利一                           | 後藤浩輝            | 110/281 |
| 2003年 | デュランダル       | 牡4  | 5戦3勝 スプリンターズステークス、 マイルチャンピオンシップ             | 社台ファーム                       | 坂口正大   | 吉田照哉                           | 池添謙一            | 275/287 |
| 2004年 | デュランダル       | 牡5  | 4戦1勝 マイルチャンピオンシップ                                        | 社台ファーム                       | 坂口正大   | 吉田照哉                           | 池添謙一            | 249/285 |
| 2005年 | ハットトリック     | 牡4  | 8戦4勝 マイルチャンピオンシップ、 香港マイル                           | 追分ファーム                       | 角居勝彦   | （有）キャロットファーム           | O.ペリエ            | 246/291 |
| 2006年 | ダイワメジャー     | 牡5  | 8戦4勝 天皇賞（秋）、 マイルチャンピオンシップ                         | 社台ファーム                       | 上原博之   | 大城敬三                           | 安藤勝己            | 200/289 |
| 2007年 | ダイワメジャー     | 牡6  | 7戦2勝 安田記念、 マイルチャンピオンシップ                             | 社台ファーム                       | 上原博之   | 大城敬三                           | 安藤勝己            | 234/289 |
| 2008年 | スリープレスナイト | 牝4  | 6戦5勝 スプリンターズステークス                                        | ノーザンファーム                   | 橋口弘次郎 | （有）サンデーレーシング           | 上村洋行            | 233/300 |
| 2009年 | ローレルゲレイロ   | 牡5  | 7戦2勝 高松宮記念、 スプリンターズステークス                           | 村田牧場                           | 昆貢       | （株）ローレルレーシング           | 藤田伸二            | 268/287 |
| 2010年 | キンシャサノキセキ | 牡7  | 5戦3勝 高松宮記念                                                      | Arrowleave Joint Venture           | 堀宣行     | 吉田和美                           | 四位洋文            | 257/285 |
| 2011年 | カレンチャン       | 牝4  | 7戦5勝 スプリンターズステークス                                        | 社台ファーム                       | 安田隆行   | 鈴木隆司                           | 池添謙一            | 270/285 |
| 2012年 | ロードカナロア     | 牡4  | 6戦3勝 スプリンターズステークス、 香港スプリント                       | ケイアイファーム                   | 安田隆行   | （株）ロードホースクラブ           | 岩田康誠            | 283/289 |
| 2013年 | ロードカナロア     | 牡5  | 6戦5勝 高松宮記念、安田記念、 スプリンターズステークス、香港スプリント | ケイアイファーム                   | 安田隆行   | （株）ロードホースクラブ           | 岩田康誠            | 280/280 |
| 2014年 | スノードラゴン     | 牡6  | 8戦2勝 スプリンターズステークス                                        | イワミ牧場                         | 高木登     | 岡田牧雄                           | 大野拓弥            | 193/285 |
| 2015年 | モーリス           | 牡4  | 6戦6勝 安田記念・マイルチャンピオンシップ 香港マイル                   | 戸川牧場                           | 堀宣行     | 吉田和美                           | 川田将雅 R.ムーア   | 245/291 |
| 2016年 | ミッキーアイル     | 牡5  | 5戦2勝 マイルチャンピオンシップ                                        | ノーザンファーム                   | 音無秀孝   | 野田みづき                         | 松山弘平 浜中俊     | 169/291 |
| 2017年 | レッドファルクス   | 牡6  | 5戦2勝 スプリンターズステークス                                        | 社台ファーム                       | 尾関知人   | （株）東京ホースレーシング         | M.デムーロ          | 264/290 |
| 2018年 | ファインニードル   | 牡5  | 6戦4勝 高松宮記念、スプリンターズステークス                            | ダーレー・ジャパン・ファーム（有） | 高橋義忠   | ゴドルフィン                       | 川田将雅            | 274/276 |
| 2019年 | インディチャンプ   | 牡4  | 6戦4勝 安田記念、マイルチャンピオンシップ                              | ノーザンファーム                   | 音無秀孝   | シルクレーシング                   | 福永祐一 池添謙一   | 211/274 |
| 2020年 | グランアレグリア   | 牝4  | 4戦3勝 安田記念、スプリンターズステークス、マイルチャンピオンシップ    | ノーザンファーム                   | 藤沢和雄   | （有）サンデーレーシング           | 池添謙一 C.ルメール | 282/283 |
| 2021年 | グランアレグリア   | 牝5  | 5戦2勝 ヴィクトリアマイル、マイルチャンピオンシップ                    | ノーザンファーム                   | 藤沢和雄   | （有）サンデーレーシング           | C.ルメール          | 284/296 |
| 2022年 | セリフォス         | 牡3  | 4戦2勝 マイルチャンピオンシップ                                        | 追分ファーム                       | 中内田充正 | （株）G1レーシング                 | 藤岡佑介 D.レーン   | 156/288 |